# British Steel
British Steel war ein großer britischer Stahlhersteller, der 1967 während der Labour-Regierung (1964 bis 1970) von Harold Wilson aus 14 verstaatlichten Privatfirmen gebildet wurde und über viele verschiedene, weit auseinanderliegende Produktionsstandorte verfügte, beispielsweise in Newport, Birmingham, Rotherham, Corby und in Schottland.
British Steel wurde 1988 von der konservativen Regierung Margaret Thatchers reprivatisiert. Das Unternehmen fusionierte am 6. Oktober 1999 mit dem niederländischen Konzern Koninklijke Hoogovens zur Corus Group.
Im Jahr 2007 wurde Corus von dem indischen Stahlunternehmen Tata Steel übernommen.

## Neugründung
Das Stahlwerk in Scunthorpe und eine Eisenbahnschienenfabrik in Hayange wurden von Greybull Capital gekauft und bilden seit 2016 unter der Leitung von Roland Junck die British Steel Limited, die kein direkter Nachfolger des hier beschriebenen Unternehmens ist. Am 22. Mai 2019 meldete die Neugründung Insolvenz an. Betroffen waren neben den etwa 5.000 direkt Beschäftigten auch rund 20.000 Arbeitsplätze bei Zulieferbetrieben. Im März 2020 wurde British Steel Limited von der chinesischen Jingye Group übernommen. Weil die Regierung Frankreichs das Werk in Hayange, einen wichtigen Lieferanten der Staatsbahn SNCF, nicht in chinesische Hände gelangen lassen wollte und mit einem Veto drohte, wurde der französische Teil (neben der Schienenfabrik in Hayange das Stahlwerk Ascoval mit Sitz in Saint-Saulve in Nordfrankreich) von der Übernahme ausgenommen und einige Monate später von der britischen Liberty House Group, Teil der GFG Alliance (Gupta Family Group Alliance) gekauft.